# Classic (Snooker)
Das Classic war ein professionelles Snookerturnier, das erstmals 1980 ausgetragen wurde, 1984 den Status eine Weltranglistenturnieres erreichte und 1992 zum letzten Mal ausgetragen wurde. Rekordsieger des Turnieres ist der Engländer Steve Davis mit sechs Siegen, der zudem bei der 1982er-Ausgabe das erste offiziell anerkannte Maximum Break spielte. 

## Geschichte

### Anfänge als Einladungsturnier
Sein Anfang hatte das Turnier im Januar 1980, als es in der New Century Hall von Manchester als Einladungsturnier mit acht Spielern ausgetragen wurde und von Granada Television aufgezeichnet und später im Fernsehen übertragen wurde. Die Erstausgabe gewann der Engländer John Spencer mit einem 4:3-Sieg über Alex Higgins. Im Dezember des gleichen Jahres folgte in Farnworth nahe Bolton die zweite Ausgabe, die Steve Davis mit einem 4:1-Sieg über Dennis Taylor für sich entscheiden konnte.
Nachdem die ersten beiden Ausgaben von Wilsons gesponsert wurden, übernahm die russische Automobilfirma Lada diesen Posten 1982. Das Turnier wurde erneut als Acht-Mann-Einladungsturnier in der Oldhamer Queen Elizabeth Hall aus- und erstmals im Netzwerkfernsehen übertragen. In seiner Viertelfinalpartie spielte Steve Davis gegen John Spencer das erste offiziell anerkannte Maximum Break, das höchstmöglichste Break im Snookersport, in einem Profiturnier, später verlor Davis im Endspiel mit 8:9 gegen Terry Griffiths. 1983 wechselte das Turnier mit einer erhöhten Teilnehmerzahl von 16 Spielern in die Spectrum Arena von Warrington, wo Steve Davis mit einem 9:5-Sieg über den Kanadier Bill Werbeniuk zum zweiten Mal das Turnier gewinnen konnte.

### Jahre als Weltranglistenturnier
Im Jahr 1984 wurde das Turnier für alle Profispieler geöffnet und zum Ranglistenturnier erhoben, wobei Lada zum letzten Mal das Turnier sponserte. Im Endspiel konnte Steve Davis zum zweiten Mal das Turnier in Folge gewinnen, als er mit einem knappen 9:8 seinen Freund Tony Meo besiegte. Ein Jahr später wurde Mercantile Credit der Turniersponsor und schüttete insgesamt 200.000 Pfund Sterling als Preisgeld aus. Sieger wurde Willie Thorne mit einem 13:8-Sieg über den Kanadier Cliff Thorburn. Ein Jahr später stand Thorburn erneut im Endspiel und unterlag Jimmy White mit 12:13.
Mit der 1987er-Ausgabe wechselte das Turnier nach Blackpool, wo zum Anfang der Saison die ersten Runden und alle restlichen Spiele ab dem Achtelfinale im Norbreck Castle Hotel ausgetragen wurden. Sieger wurde erneut Steve Davis, der den Vorjahressieger White mit 13:12 im Finale nieder rang. Im folgenden Jahr gewann erneut Davis, als er John Parrott mit 13:11 besiegte.
Im Jahr 1989 konnte Doug Mountjoy in einem rein walisischen Finale gegen Wayne Jones nach der UK Championship sechs Wochen vorher das zweite Ranglistenturnier in Folge gewinnen. Ein Jahr später erreichen mit Steve James und Steve Davis nur zwei der besten 16 Spieler der Weltrangliste das Viertelfinale; am Ende besiegte James den Australier Warren King mit 10:6, um sein einziges Ranglistenturnier zu gewinnen.
Im Jahr 1991 wechselte das Turnier ins Bournemouther Bournemouth International Centre, wo Jimmy White im Finale Stephen Hendry mit 10:4 besiegte. Ein Jahr später konnte Steve Davis zum sechsten Mal das Turnier gewinnen, als er mit 9:8 erneut Stephen Hendry im Endspiel besiegte.
Mit dem Ende des Sponsorings von Mercantile Credit und der erhöhten Zahl von Übersee-Turnieren wurde das Classic abgesetzt und die Welsh Open erhielten den Platz am Anfang des neuen Jahres.

## Sieger
| Jahr                                   | Austragungsort                                 | Sieger                             | Ergebnis                           | Finalist                           | Hauptsponsor                       | Saison                             |
| Classic – Einladungsturnier-Status     | Classic – Einladungsturnier-Status             | Classic – Einladungsturnier-Status | Classic – Einladungsturnier-Status | Classic – Einladungsturnier-Status | Classic – Einladungsturnier-Status | Classic – Einladungsturnier-Status |
| -------------------------------------- | ---------------------------------------------- | ---------------------------------- | ---------------------------------- | ---------------------------------- | ---------------------------------- | ---------------------------------- |
| 1980 (Jan.)                            | Manchester – New Century Hall                  | John Spencer                       | 4:3                                | Alex Higgins                       | Wilsons                            | 1979/80                            |
| 1980 (Dez.)                            | Farnworth – Blighty’s                          | Steve Davis                        | 4:1                                | Dennis Taylor                      | Wilsons                            | 1980/81                            |
| 1982                                   | Oldham – Queen Elizabeth Hall                  | Terry Griffiths                    | 9:8                                | Steve Davis                        | Lada                               | 1981/82                            |
| 1983                                   | Warrington – Spectrum Arena                    | Steve Davis                        | 9:5                                | Bill Werbeniuk                     | Lada                               | 1982/83                            |
| Classic – Weltranglistenturnier-Status |                                                |                                    |                                    |                                    |                                    |                                    |
| 1984                                   | Warrington – Spectrum Arena                    | Steve Davis                        | 9:8                                | Tony Meo                           | Lada                               | 1983/84                            |
| 1985                                   | Warrington – Spectrum Arena                    | Willie Thorne                      | 13:8                               | Cliff Thorburn                     | Mercantile Credit                  | 1984/85                            |
| 1986                                   | Warrington – Spectrum Arena                    | Jimmy White                        | 13:12                              | Cliff Thorburn                     | Mercantile Credit                  | 1985/86                            |
| 1987                                   | Blackpool – Norbreck Castle Hotel              | Steve Davis                        | 13:12                              | Jimmy White                        | Mercantile Credit                  | 1986/87                            |
| 1988                                   | Blackpool – Norbreck Castle Hotel              | Steve Davis                        | 13:11                              | John Parrott                       | Mercantile Credit                  | 1987/88                            |
| 1989                                   | Blackpool – Norbreck Castle Hotel              | Doug Mountjoy                      | 13:11                              | Wayne Jones                        | Mercantile Credit                  | 1988/89                            |
| 1990                                   | Blackpool – Norbreck Castle Hotel              | Steve James                        | 10:6                               | Warren King                        | Mercantile Credit                  | 1989/90                            |
| 1991                                   | Bournemouth – Bournemouth International Centre | Jimmy White                        | 10:4                               | Stephen Hendry                     | Mercantile Credit                  | 1990/91                            |
| 1992                                   | Bournemouth – Bournemouth International Centre | Steve Davis                        | 9:8                                | Stephen Hendry                     | Mercantile Credit                  | 1991/92                            |